# Eysson
Eysson ist eine französische Gemeinde mit 123 Einwohnern (Stand: 1. Januar 2022) im Département Doubs in der Region Bourgogne-Franche-Comté.

## Geographie
Eysson liegt auf 653 m über dem Meeresspiegel, neun Kilometer nordöstlich von Valdahon und etwa 30 Kilometer östlich der Stadt Besançon (Luftlinie). Das Dorf erstreckt sich im Jura, am östlichen Rand des Plateaus von Valdahon, dem sogenannten ersten Plateau des Juras, im Quellgebiet der Creuse am Fuß der Höhen des Bois de la Côte.
Die Fläche des 6,01 km² großen Gemeindegebiets umfasst einen Abschnitt des französischen Juras. Der Hauptteil des Gebietes wird vom Hochplateau von Eysson eingenommen, das durchschnittlich auf 650 m liegt. Es ist überwiegend von Acker- und Wiesland, teils auch von Wald bestanden. Begrenzt wird das Plateau im Westen und Osten durch zwei Trockentäler und im Norden durch das Tal der Creuse (Zufluss des Audeux), die mit der Source de la Venoudier entspringt. Nach Südosten steigt das Plateau allmählich an. Das Gemeindeareal erstreckt sich bis auf die angrenzenden Waldhöhen, welche das Plateau von Valdahon von demjenigen von Pierrefontaine trennen. Auf der Höhe Sur le Cerf wird mit 740 m die höchste Erhebung von Eysson erreicht.
Nachbargemeinden von Eysson sind Villers-Chief im Norden, Domprel und Grandfontaine-sur-Creuse im Osten, Vercel-Villedieu-le-Camp im Süden sowie Épenouse im Westen.

## Geschichte
Im 12. Jahrhundert wurde in Eysson ein Cluniazenserpriorat gegründet, das dem Kloster von Morteau unterstand. Zusammen mit der Franche-Comté gelangte das Dorf mit dem Frieden von Nimwegen 1678 an Frankreich. Heute ist Eysson Mitglied des Gemeindeverbandes Portes du Haut-Doubs.
Mit 1. Januar 2009 erfolgte eine Änderung der Arrondissementszugehörigkeit der Gemeinde. Bislang zum Arrondissement Besançon gehörend, kamen alle Gemeinden des Kantons zum Arrondissement Pontarlier.

## Sehenswürdigkeiten
Von der ehemaligen Prioratskirche aus dem 12. Jahrhundert ist der romanische Chorraum erhalten, der in die im späten 18. Jahrhundert erbaute Kirche Saint-Georges integriert wurde. Der Ortskern ist geprägt durch verschiedene Bauernhäuser im charakteristischen Stil der Franche-Comté aus dem 16. bis 19. Jahrhundert.

## Bevölkerung
| Jahr                       | 1962 | 1968 | 1975 | 1982 | 1990 | 1999 | 2006 | 2016 |
| Einwohner                  | 108  | 88   | 94   | 103  | 92   | 75   | 84   | 114  |
| Quellen: Cassini und INSEE |      |      |      |      |      |      |      |      |

Mit 123 Einwohnern (1. Januar 2022) gehört Eysson zu den kleinsten Gemeinden des Départements Doubs. Nachdem die Einwohnerzahl in der ersten Hälfte des 20. Jahrhunderts deutlich abgenommen hatte (1881 wurden noch 176 Personen gezählt), wurden seit Beginn der 1960er Jahre nur noch relativ geringe Schwankungen verzeichnet.

## Wirtschaft und Infrastruktur
Eysson war bis weit ins 20. Jahrhundert hinein ein vorwiegend durch die Landwirtschaft (Ackerbau, Obstbau und Viehzucht) geprägtes Dorf. Die Wasserkraft der Creuse wurde früher für den Betrieb von einer Mühle genutzt. Noch heute leben die Bewohner zur Hauptsache von der Tätigkeit im ersten Sektor. Außerhalb des primären Sektors gibt es nur wenige Arbeitsplätze im Dorf. Viele Erwerbstätige sind auch Wegpendler, die in den umliegenden größeren Ortschaften ihrer Arbeit nachgehen.
Die Ortschaft liegt abseits der größeren Durchgangsstraßen an einer Departementsstraße, die von Vercel-Villedieu-le-Camp nach Landresse führt. Eine weitere Straßenverbindung besteht mit Grandfontaine-sur-Creuse.